# Gut Welsburg
Das Gut Welsburg in Dötlingen-Klattenhof, Welsburger Damm 2, nordöstlich vom Kern stammt aus dem 19. und 20. Jahrhundert.
Aktuell (2023) wird es landwirtschaftlich genutzt.
Die Gebäude stehen unter Denkmalschutz (siehe auch Liste der Baudenkmale in Dötlingen).

## Geschichte
Die Hofanlage besteht aus

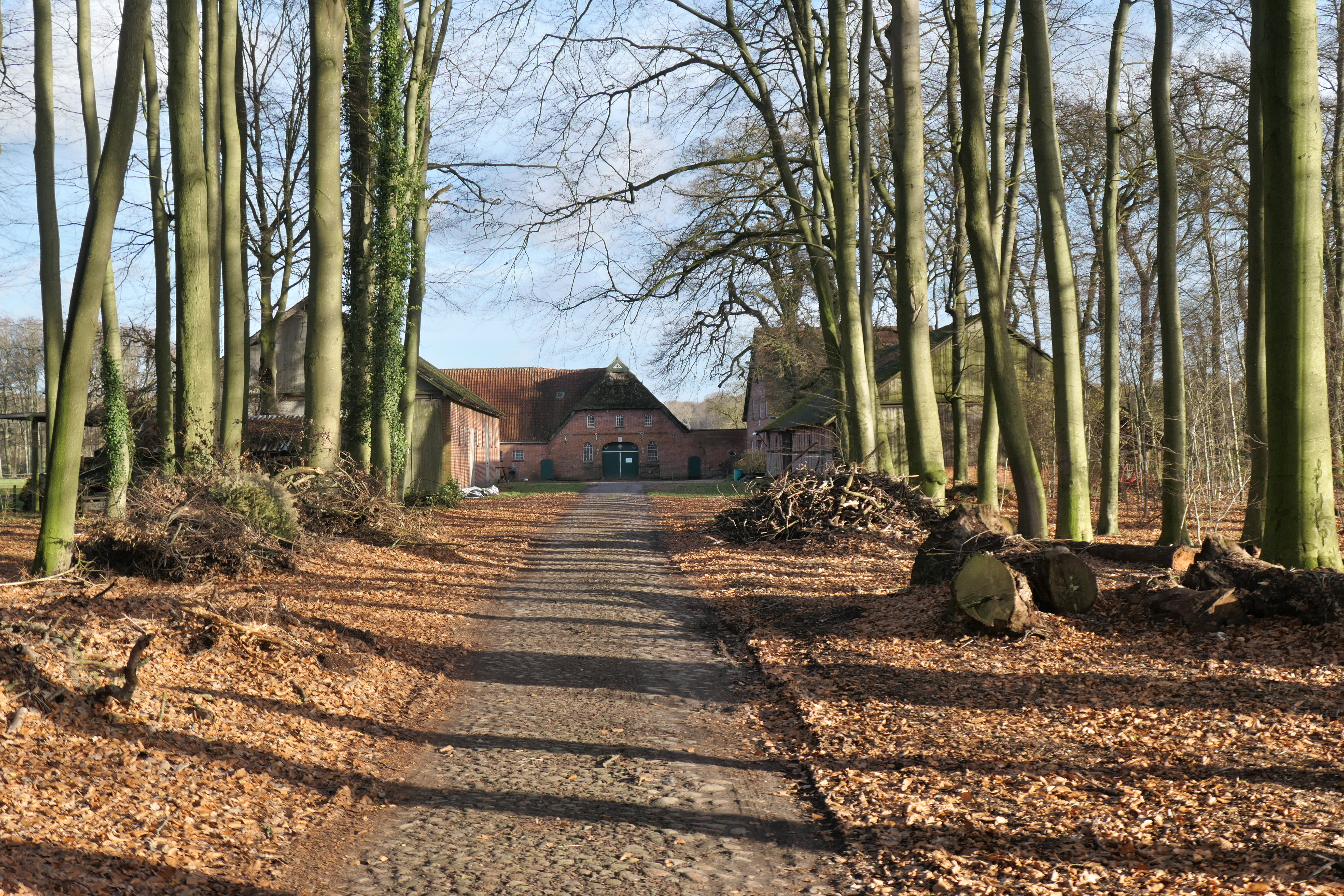
Die Zufahrt (2023)

- dem eingeschossigen giebelständigen, außen seit 1903 massiven verklinkerten Wohn- und Wirtschaftsgebäude von 1823 (Inschrift) als Zweiständer-Hallenhaus in Unterrähmgefüge mit reetgedecktem Krüppelwalmdach mit Uhlenloch sowie mit einem Innengerüst noch aus dem späten 16. oder 17. Jh. und einem östlichen Wohngiebel in Fachwerk,
- der längeren westlichen axialen Hofzufahrt mit Kopfsteinpflasterung, teils als Allee durch ein Waldstück sowie teils symmetrisch zwischen zwei Schuppen,
- dem massiven Stallanbau am Wirtschaftsgiebel wohl von 1903 mit Krüppelwalmdach,
- dem eingeschossigen massiven verklinkerten Backhaus mit Speicher wohl aus der Mitte oder der zweiten Hälfte des 19. Jahrhunderts mit dem südlichen kleinen Backofenanbau, beide mit Satteldach,
- dem jüngeren Schuppenanbau mit Schleppdach,
- dem halb versenkten Erdkeller wohl von um 1900 als Backsteinbau mit Satteldach und
- den weiteren nicht denkmalgeschützten Nebengebäuden.

Das Landesdenkmalamt befand: „… geschichtliche Bedeutung … als beispielhafte Gutsanlage …“
Die Welsburg bei Dötlingen war eine spätmittelalterliche Burg der Grafschaft Delmenhorst, die zuletzt dem Raubritter Graf Gerd der Mutige (1430–1500) gehörte, zerstört durch die Bürger der Stadt Wildeshausen und auf Veranlassung des Bistums Münster nicht wieder aufgebaut.